# Алман ди Дро
Алман ди Дро (фр. Allemans-du-Dropt) насеље је и општина у југозападној Француској у региону Аквитанија, у департману Лот и Гарона која припада префектури Марманд.
По подацима из 2011. године у општини је живело 515 становника, а густина насељености је износила 80,47 становника/km². Општина се простире на површини од 6,4 km². Налази се на средњој надморској висини од 42 метара (максималној 89 m, а минималној 33 m).

## Демографија
| 1962. | 1968. | 1975. | 1982. | 1990. | 1999. | 2011. |
| ----- | ----- | ----- | ----- | ----- | ----- | ----- |
| 505   | 537   | 536   | 455   | 455   | 447   | 515   |

График промене броја становника у току последњих година